# 77185 Cherryh

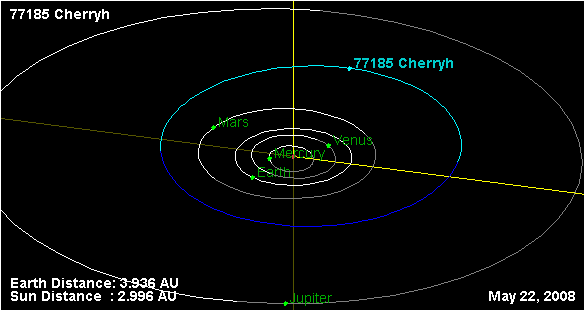

77185 Cherryh è un asteroide della fascia principale. Scoperto nel 2001, presenta un'orbita caratterizzata da un semiasse maggiore pari a 2,5965383 UA e da un'eccentricità di 0,1747332, inclinata di 3,14719° rispetto all'eclittica.
L'asteroide è stato battezzato in onore della scrittrice di fantascienza C. J. Cherryh.